# Заполье (Хаврогорское сельское поселение, у д. Пукшеньга)
Заполье — деревня в Холмогорском районе Архангельской области.

## География
Находится в центральной части Архангельской области на расстоянии приблизительно 70 км на юг по прямой от районного центра села Холмогоры на правобережье реки Северная Двина.

## История
В 1859 году здесь (тогда деревня Холмогорского уезда Архангельской губернии) было учтено 2 двора. До 2022 года входила в Хаврогорское сельское поселение  до его упразднения.

## Население
Численность населения: 13 человек (1859 год), 5 в 2010.